# Barnstorf-Nordsteimke
Barnstorf-Nordsteimke ist eine Ortschaft der Stadt Wolfsburg. Zu ihr gehören die Stadtteile Barnstorf und Nordsteimke.
Die Ortschaft Barnstorf-Nordsteimke wurde nach einer am 1. Juli 1972 vollzogenen Kreisreform zur kommunalen Neugliederung Niedersachsens, nach Umgliederung der vorher selbstständigen Gemeinden Barnstorf aus dem Landkreis Gifhorn und Nordsteimke aus dem Landkreis Helmstedt in die Stadt Wolfsburg, gebildet.

## Politik
Ortsbürgermeister für die Ortschaft Barnstorf-Nordsteimke ist Philipp Kasten (CDU).